# ケルゴヤ
ケルゴヤ（Kerugoya）はケニアの町である。キリニャガ (カウンティ)の首府である。

## 交通

### 道路
- 国道C74号線